# Trachyspermum ammi
Trachyspermum ammi es una especie de planta medicinal perteneciente a la familia de las apiáceas. Es originaria de la India, Pakistán y Oriente Próximo, cuyas semillas son utilizado como especia.

## Descripción

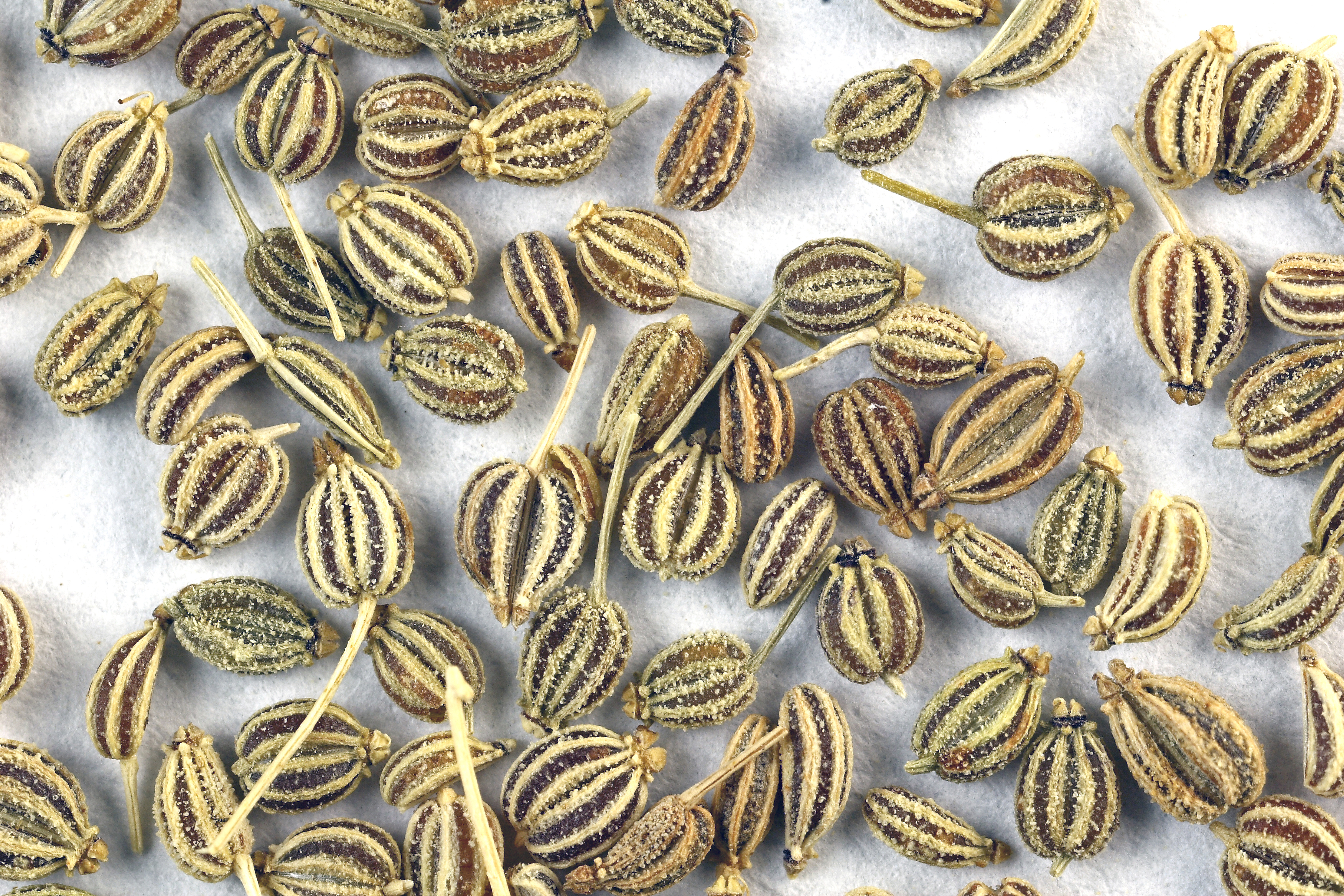
Semillas

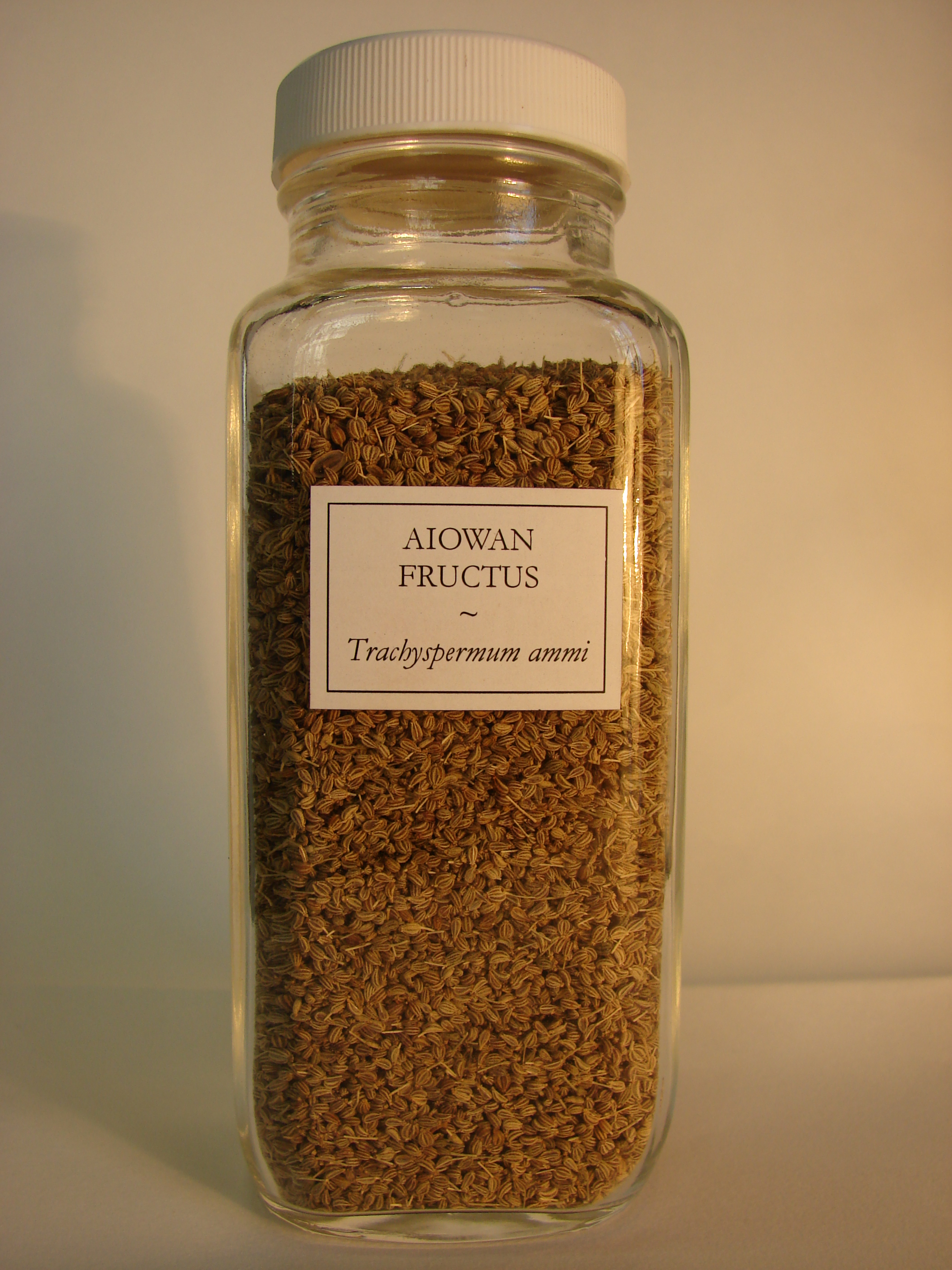
Preparado para la venta

La planta tiene una similitud con el perejil. Debido a su apariencia similar con las semillas, las vainas de la fruta a veces se llaman las semillas, que son en forma de huevo y de color grisáceo.
La "semilla" (es decir, el fruto vaina) se confunde a menudo con la semilla del apio de monte, incluso algunos diccionarios erróneamente afirman que proviene de la planta de apio de monte.

## Sabor y aroma
El fruto crudo de Trachyspermum Ammi huele casi exactamente como el tomillo, ya que también contiene timol, pero es más aromático y menos sutil en el sabor, así como ligeramente amargo y picante. Incluso una pequeña cantidad de frutos de Trachyspermum Ammi tienden a dominar el sabor de un plato.

## Historia
Trachyspermum ammi se originó en el Medio Oriente, posiblemente en Egipto, y en el subcontinente indio, pero también en Irán y Afganistán. A veces se usa como ingrediente en la comida bereber, una mezcla de especias se usa en Eritrea y Etiopía.
En la India, los principales productores son los estados de Rajasthan y Gujarat, con Rajasthan que produce alrededor del 90% de la producción total de la India.
El uso medicinal  es viejo, como lo demuestra su presencia en la Capitulare de villis vel curtis imperii, una orden emitida por Carlomagno que reclama a sus campos para que cultiven  una serie de hierbas y condimentos incluyendo "ameun" identificada actualmente como Trachyspermum ammi.

## Propiedades
Es usado como carminativo, estimulante, estomacal, aromático, tónico, antiespasmódico, antihelmíntico, antiséptico, usado como condimento.
Las semillas se han usado para la obtención de timol, con mejores beneficios que el tomillo.

## Taxonomía
Trachyspermum ammi fue descrita por (Linneo) Thomas Archibald Sprague y publicado en Bulletin of Miscellaneous Information Kew 1929(7): 228. 1929.
Sinonimia:
| - Ammi copticum L. - Ammi glaucifolium Blanco - Ammios muricata Moench - Apium ammi (L.) Urb. - Athamanta ajowan Wall. - Bunium copticum (L.) Spreng. - Carum ajowan Benth. & Hook.f. - Carum aromaticum Druce - Carum copticum (L.) Benth. & Hook.f. ex C.B.Clarke - Carum korolkowii Lipsky - Carum panatjan Baill. - Cyclospermum ammi (L.) Lag. - Daucus anisodorus Blanco | - Daucus copticus (L.) Lam. - Daucus copticus (L.) Pers. - Helosciadium ammi (L.) Oken - Helosciadium ammi (L.) Britton - Ligusticum ajawain Roxb. ex Fleming - Ligusticum ajawain Spreng. - Ptychotis ajowan DC. - Ptychotis coptica (L.) DC. - Selinum copticum E.H.L.Krause - Seseli ammoides Jacq. - Seseli foeniculifolium Poir. - Sison ammi L. basónimo - Trachyspermum copticum (L.) Link |